# JoJo
JoJo, właściwie Joanna Noelle Levesque (ur. 20 grudnia 1990 w Brattleboro w stanie Vermont) – amerykańska piosenkarka pop/R&B. Ma mieszane pochodzenie polsko-francusko-irlandzko-szkocko-angielskie. Angażuje się w akcje charytatywne.

## Kariera
Przez kilka kolejnych miesięcy JoJo pracowała w Nowym Jorku, Miami i Los Angeles nad materiałem, który miał znaleźć się na jej debiutanckiej płycie, zatytułowanej JoJo. Sama napisała 3 piosenki na tę płytę. Album ukazał się w czerwcu 2004 roku. W produkcji płyty uczestniczyli między innymi Vincent Herbert (odpowiadający za płyty m.in. Destiny's Child, Toni Braxton), Soulshock & Karlin (Whitney Houston, Craig David) i Mike City (Brandy). Okazała się ona sukcesem. Singlem „Leave (Get Out)” podbiła cały świat i jest aktualnie najmłodszą osobą, która zagościła na pierwszym miejscu listy Billboardu. JoJo stała się idolką, wydała dwa kolejne single, postanowiła spróbować swoich sił również w aktorstwie.
Latem 2005 roku JoJo zaczęła prace nad nowym, drugim albumem, który ukazał się w USA 17 października 2006 roku i nosi tytuł The High Road. Krążek promuje utwór „Too Little Too Late”, który został napisany przez Billy’ego Steinberga odpowiedzialnego m.in. za Like a Virgin Madonny. Singiel został ciepło przyjęty przez publiczność, a JoJo nakręciła kolejny klip, tym razem do piosenki „How to Touch a Girl”. Natomiast w 2007 roku wzięła udział w dyskusyjnym programie stacji MTV – „The Naked Truth About Boys and Girls”. Jej piosenka „Secret Love” została wykorzystana w filmie pt. Rybki z ferajny. Trzecim singlem z płyty była piosenka „Anything”, wykorzystująca sample z utworu „Africa” grupy Toto.
Poza nagrywaniem płyt JoJo skupia się na karierze aktorskiej. Jej filmowym debiutem jest film Akwamaryna z 2006 roku. W tym samym roku ma swoją premierę komedia rodzinna RV, w której, poza JoJo, gra Robin Williams. Jej ostatnim, jak do tej pory, filmem jest True Confessions of a Hollywood Starlet z 2008 roku. W 2017 roku wystąpiła również w trzecim odcinku drugiego sezonu serialu Lethal Weapon jako piosenkarka Shaye, który to odcinek rozpoczyna się wykonywanym przez nią utworem Vibe.
Przez cały okres od wydania drugiej płyty JoJo pracowała nad kolejnym albumem. Dużo mówiło się o płycie, która miała nosić tytuł „All I Want Is Everything”. Jednak wytwórnia Da Family Entertainment nie była zadowolona z efektów pracy JoJo, i wstrzymywała wydanie albumu. W 2009 roku około 20 piosenek z niewydanej płyty wyciekło do internetu. JoJo od razu zdementowała pogłoski przez swoje konto My Space, jakoby piosenki te reprezentowały kierunek muzyczny, w jakim nagrana zostanie trzecia płyta.
W sierpniu 2009 roku JoJo składa pozew do sądu o 500,000$ przeciwko swojej wytwórni, za blokowanie efektów jej pracy. Proces wygrywa i w październiku 2009 oficjalnie potwierdza, że swoją nową płytę wyda w wytwórni Interscope. W roku 2010 JoJo wydaje mixtape pod tytułem Can't Take That Away from Me, która zapowiada nowy, trzeci album wokalistki, a pierwszy wydany przez nową wytwórnię. W roku 2011 JoJo potwierdza, że tytułem nowej płyty będzie Jumping Trains – data premiery wiosna 2012.
18 sierpnia 2011 JoJo potwierdza przez swoje konto na Tweeterze, że pierwszym singlem promującym album będzie Disaster. Singiel ma swoją oficjalną premierę w październiku 2011. Drugim singlem promującym płytę jest utwór „Sexy to Me”, premiera 28 lutego 2012.
Pod koniec 2012 roku Jojo zaczęła nagrywać nowy materiał na kolejny mixtape, który miał zostać wydany do końca roku. Piosenkarka nie chciała by fani musieli dłużej czekać na jej nową muzykę. Było to spowodowane tym, że Blackground Records straciło umowę dystrybucyjną z Interscope Records w 2012 roku, co ponownie spowodowało opóźnienie wydania nowego albumu. 20 grudnia 2012 roku w dniu swoich urodzin ukazał się mixtape zatytułowany Agápē, który został wydany za darmo w formie cyfrowej. 30 lipca 2013 roku JoJo złożyła pozew przeciwko swojej wytwórni Blackground Records i Da Family za „nieodwracalne szkody w karierze zawodowej”. Zgodnie z prawem stanu Nowy Jork nieletni nie mogą podpisywać umów trwających dłużej niż siedem lat, dlatego umowa piosenkarki, która została podpisana w 2004 roku powinna wygasnąć w 2011 roku. W grudniu 2013 roku pozew został wycofany, ponieważ obie strony doszły do porozumienia poza sądem. 14 stycznia 2014 roku ogłoszono, że JoJo podpisała nowy kontrakt z wytwórnią Atlantic Records. 
27 lipca 2016 roku został wydany singiel „Fuck Apologies”, w którym gościnnie wystąpił raper Wiz Khalifa. 14 października 2016 roku, dziesięć lat po ukazaniu się poprzedniej płyty, miał swoją premierę trzeci album piosenkarki zatytułowany Mad Love. Krążek zadebiutował na szóstym miejscu notowania Billboard 200. W styczniu 2017 roku JoJo rozpoczęła czteromiesięczną trasę koncertową po Ameryce Północnej i Europie. W sierpniu tego samego roku piosenkarka ogłosiła rozstanie z wytwórnią Atlantic.
1 maja 2020 roku nakładem wytwórni Warner Records został wydany czwarty album JoJo pt. Good to Know. Pierwszym singlem promującym krążek został utwór „Man”.

## Dyskografia

### Albumy
| Rok  | Informacje                                                                   | Pozycje na listach | Pozycje na listach | Pozycje na listach | Pozycje na listach | Pozycje na listach | Pozycje na listach | Sprzedaż / certyfikaty                                              |
| Rok  | Informacje                                                                   | US                 | UK                 | AUS                | CAN                | FRA                | SWI                | Sprzedaż / certyfikaty                                              |
| ---- | ---------------------------------------------------------------------------- | ------------------ | ------------------ | ------------------ | ------------------ | ------------------ | ------------------ | ------------------------------------------------------------------- |
| 2004 | JoJo - Data: 22 czerwca 2004 - Wydawca: Blackground, Universal               | 4                  | 22                 | 86                 | 23                 | 62                 | 30                 | Sprzedaż światowa: 3,500,000+ Sprzedaż US: 1,500,000+ RIAA: Platyna |
| 2006 | The High Road - Data: 17 października 2006 - Wydawca: Blackground, Universal | 3                  | 24                 | –                  | 12                 | –                  | 96                 | Sprzedaż światowa: 2,000,000+ Sprzedaż US: 650,000+ RIAA: Złoto     |
| 2016 | Mad Love - Data: 14 października 2016 - Wydawca: Atlantic Records            | 6                  | 46                 | 48                 | 22                 | –                  | –                  |                                                                     |
| 2020 | Good to Know - Data: 1 maja 2020 - Wydawca: Warner Records                   | 33                 | 44                 | –                  | –                  | –                  | –                  |                                                                     |

### Ponowne wydania albumów
| Rok  | Informacje                                                   |
| ---- | ------------------------------------------------------------ |
| 2018 | JoJo - Data 21 grudnia 2018 - Wydawca: Clever Music          |
| 2018 | The High Road - Data 21 grudnia 2018 - Wydawca: Clever Music |

### Mixtape'y
| Rok  | Tytuł                                                                          |
| ---- | ------------------------------------------------------------------------------ |
| 2010 | Can't Take That Away from Me - Data: 7 września 2010 - Wydawca: wydanie własne |
| 2010 | Agápē - Data: 20 grudnia 2012 - Wydawca: wydanie własne                        |

### Single
| Rok  | Singel                              | Pozycje na listach | Pozycje na listach | Pozycje na listach | Pozycje na listach | Pozycje na listach | Pozycje na listach | Pozycje na listach | Pozycje na listach | Pozycje na listach | Album          |
| Rok  | Singel                              | US                 | UK                 | AUS                | NZL                | GER                | FRA                | ITA                | NLD                | SWE                | Album          |
| ---- | ----------------------------------- | ------------------ | ------------------ | ------------------ | ------------------ | ------------------ | ------------------ | ------------------ | ------------------ | ------------------ | -------------- |
| 2004 | „Leave (Get Out)”                   | 12                 | 2                  | 2                  | 2                  | 9                  | 12                 | 9                  | 4                  | 30                 | JoJo           |
| 2004 | „Baby It’s You” (featuring Bow Wow) | 22                 | 8                  | 16                 | 3                  | 15                 | –                  | –                  | 34                 | 50                 | JoJo           |
| 2005 | „Not That Kinda Girl”               | –                  | –                  | 52                 | –                  | 85                 | –                  | –                  | –                  | –                  | JoJo           |
| 2006 | „Too Little Too Late”               | 3                  | 4                  | 10                 | 5                  | 30                 | –                  | 11                 | –                  | 18                 | The High Road  |
| 2006 | „How to Touch a Girl”               | 104                | –                  | –                  | –                  | –                  | –                  | –                  | –                  | –                  | The High Road  |
| 2007 | „Anything”                          | –                  | 21                 | –                  | –                  | –                  | –                  | –                  | –                  | –                  | The High Road  |
| 2011 | „Disaster”                          | –                  | –                  | –                  | –                  | –                  | 29                 | –                  | –                  | –                  | Jumping Trains |

## Filmografia
- 2006: Aquamarine jako Hailey
- 2006: RV jako Cassie Munro
- 2008: True Confessions of a Hollywood Starlet jako Morgan/Claudia
- 2002: American Dreams jako młoda Linda Ronstadt